# Hausen (Windeck)
Hausen (ⓘ) war ein Ortsteil der Gemeinde Windeck im Rhein-Sieg-Kreis. Es bildet heute den östlichen Teil von Wiedenhof.

## Lage
Hausen liegt auf den Hängen des Bergischen Landes im Siegtal. Ehemaliger Nachbarort neben Wiedenhof war Gansau im Nordwesten. Durch den Ort führt die Bundesstraße 256.

## Geschichte
Hausen gehörte zum Kirchspiel Rosbach und zeitweise zur Bürgermeisterei Dattenfeld.
1830 hatte Hausen 34 Einwohner.
1845 hatte der Weiler 41 evangelische Einwohner in acht Häusern. 1863 waren es 48 Personen. 1888 gab es 93 Bewohner in 22 Häusern.
1962 wohnten hier 80 und 1976 98 Einwohner.